# Facile
| Професионални рејтинг | Професионални рејтинг |
| Резултати             | Резултати             |
| Извор                 | Рејтинг               |
| --------------------- | --------------------- |
| AllMusic              | [ 1 ]                 |

Facile је студијски албум италијанске певачице Мине, објављен 2009. године за издавачке куће PDU.

## Списак пјесама
1. Questa vita loca (Vida loca) — 3:52
2. Con o senza te — 3:28
3. Volpi nei pollai — 4:09
4. Ma tu mi ami ancora? — 4:20
5. Non si butta via niente — 4:14
6. Adesso è facile — 3:49
7. Carne viva — 4:18
8. Ma c’è tempo — 4:19
9. Non ti voglio più — 4:55
10. Il frutto che vuoi — 3:13
11. Più del tartufo sulle uova — 5:14
12. Eccitanti conflitti confusi — 3:46

## Позиције на листама

### Недељне листе
| Листа (2009)   | Највиша позиција |
| -------------- | ---------------- |
| Италија (FIMI) | 5                |

### Годишње листе
| Листа (2009)   | Позиција |
| -------------- | -------- |
| Италија (FIMI) | 69       |

## Сертификације и продаја
| Држава         | Сертификација | Продаја |
| -------------- | ------------- | ------- |
| Италија (FIMI) | Златан        | 35.000  |